# Monti Tremalzo e Tombea
Monti Tremalzo e Tombea este o arie protejată (arie specială de conservare — SAC, sit de importanță comunitară — SCI) din Italia întinsă pe o suprafață de 5.529 ha, integral pe uscat.

## Localizare
Centrul sitului Monti Tremalzo e Tombea este situat la coordonatele 45°50′54″N 10°38′44″E / 45.848333°N 10.645556°E.

## Înființare
Situl Monti Tremalzo e Tombea a fost declarat sit de importanță comunitară în iunie 1995 pentru a proteja 4 specii de plante și 26 de specii de animale. Situl a fost protejat și ca arie specială de conservare în martie 2014.

## Biodiversitate
Situată în ecoregiunea alpină, aria protejată conține 19 habitate naturale: Fânețe montane, Pajiști alpine și subalpine calcaroase, Păduri pe pante, grohotișuri și ravene de Tilio-Acerion, Pajiști uscate seminaturale și facies de acoperire cu tufișuri pe substraturi calcaroase (Festuco-Brometalia) (* situri importante pentru orhidee), Păduri de fag Asperulo-Fagetum, Pajiști alpine și boreale, Pante stâncoase calcaroase cu vegetație casmofită, Păduri de fag subalpine medio-europene cu Acer și Rumex arifolius, Tufărișuri cu Pinus mugo și Rhododendron hirsutum (Mugo-Rhododendretum hirsuti), Păduri acidofile de Picea de la nivel montan la nivel alpin (Vaccinio-Piceetea), Grohotișuri calcaroase și de șisturi calcaroase de la nivelul montan până la nivelul alpin (Thlaspietea rotundifolii), Grohotișuri termofile și vest-mediteraneene, Lespezi calcaroase, Liziere de ierburi înalte hidrofile de câmpie și de nivel montan până la alpin, Păduri ilirice de Fagus sylvatica (Aremonio-Fagion), Fânețe de joasă altitudine (Alopecurus pratensis, Sanguisorba officinalis), Râuri de munte și vegetația lor lemnoasă cu Salix elaeagnos, Mlaștini alcaline, Formațiuni ierboase bogate în specii de Nardus, dezvoltate pe substraturi silicioase în zone montane (și în zone submontane, în Europa continentală).
La baza desemnării sitului se află mai multe specii protejate:
- plante (4): clopțelul cu frunze de crin (Adenophora lilifolia), papucul doamnei (Cypripedium calceolus), Daphne petraea, Saxifraga tombeanensis
- păsări (24): uliu porumbar (Accipiter gentilis), uliu păsărar (Accipiter nisus), acvilă de munte (Aquila chrysaetos), cocoșul de mesteacăn (Bonasa bonasia), lăstun de casă (Delichon urbicum), ciocănitoare neagră (Dryocopus martius), presură de grădină (Emberiza hortulana), vânturel roșu (Falco tinnunculus), muscar negru (Ficedula hypoleuca), ciuvică (Glaucidium passerinum), frunzăriță galbenă (Hippolais icterina), rândunică (Hirundo rustica), sfrâncioc roșiatic (Lanius collurio), Locustella naevia, Lyrurus tetrix tetrix, codobatura galbenă (Motacilla flava), muscar sur (Muscicapa striata), pietrar sur (Oenanthe oenanthe), codroș de munte (Phoenicurus ochruros), pitulice-fluierătoare (Phylloscopus trochilus), ciocănitoare verzuie (Picus canus), mărăcinar (Saxicola rubetra), silvie de zăvoi (Sylvia borin),  cocoș de munte (Tetrao urogallus)
- mamifere (2): liliac cârn (Barbastella barbastellus), urs brun (Ursus arctos)

Pe lângă speciile protejate, pe teritoriul sitului au mai fost identificate 73 de specii de plante, 4 specii de amfibieni, 17 specii de mamifere, 1 specie de nevertebrate, 1 specie de pești, 2 specii de reptile.